# 罗伯特·阿德勒
罗伯特·阿德勒（Robert Adler，1913年12月4日—2007年2月15日），奥地利-美国物理学家、发明家。生物學家
阿德勒的主要发明是电视机用无线遥控器。

## 相关
- 尤金·波利：电视遥控器之父